# Bissendorf-Wietze
Bissendorf-Wietze ist ein südöstlich gelegener Ortsteil der Gemeinde Wedemark in der Region Hannover in Niedersachsen.

## Geografie
Bissendorf-Wietze ist der flächenmäßig kleinste Ortsteil der von dichtem Baumbestand geprägt wird. Der Ort wird von der namensgebenden Wietze durchflossen und macht den größten Teil der Wietzesiedlung aus. Auf seinem Gebiet befindet sich der Natelsheidesee.

## Geschichte
Am 1. März 1974 wurden die Gemeinden Bissendorf und Wennebostel in die neue Gemeinde Wedemark eingegliedert.
Auf Initiative des Vereins Wietze-Gemeinschaft beschloss der Verwaltungsausschuss des Gemeinderats Wedemark am 27. April 2009 nach der Beratung in den betroffenen Ortsräten, eine Meinungsumfrage im Siedlungsbereich einer künftigen Ortschaft Bissendorf-Wietze durchzuführen.
Aufgrund des Abstimmungsergebnisses beschloss der Rat der Gemeinde Wedemark am 15. Februar 2010 die Änderung der Hauptsatzung der Gemeinde. Mit deren Inkrafttreten am 1. November 2011 wurde der Ortsteil Bissendorf-Wietze geschaffen.

## Politik

### Ortsrat
Der Ortsrat von Bissendorf-Wietze (mit Wennebostel-Wietze) setzt sich aus einer Ratsfrau und fünf Ratsherren zusammen.
- CDU: 3 Sitze
- SPD: 2 Sitze
- Grüne: 1 Sitz

(Stand: Kommunalwahl 12. 9. 2021)

### Ortsbürgermeister
Der Ortsbürgermeister ist Daniel Leide (CDU), vertreten wird er durch Ronald Fischer (SPD).

## Religion

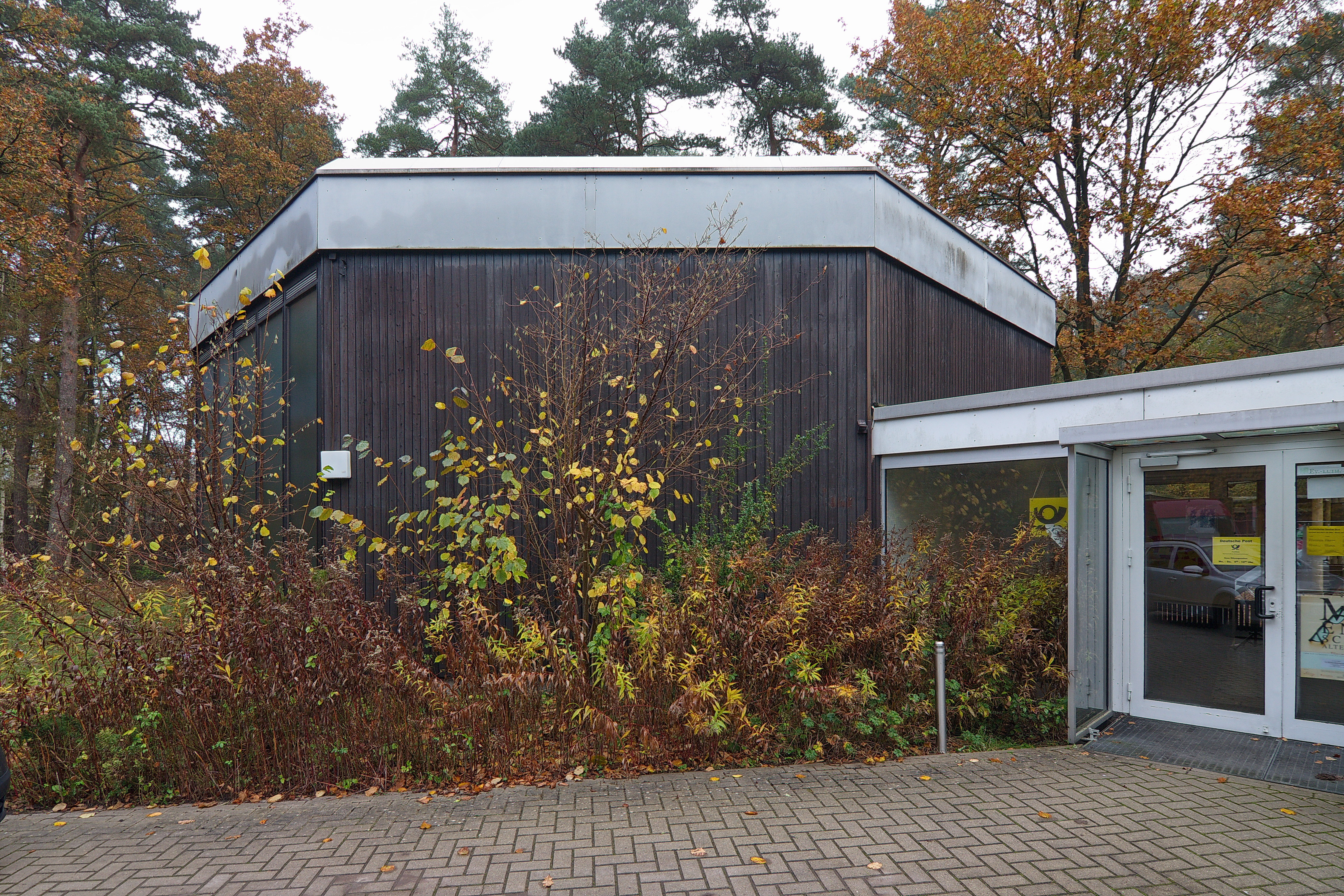
Christophoruskirche (2014)

Evangelisch-lutherische Einwohner von Bissendorf-Wietze gehören zur St.-Michaelis-Kirchengemeinde in Bissendorf. Im Dezember 1968 wurde die Christophoruskirche eingeweiht, die als kirchliches Zentrum der Ortsteile Bissendorf-Wietze, Wennebostel-Wietze und Kleinburgwedel-Wietze diente. Die Christophoruskirche wurde am 29. September 2023 in einem letzten Gottesdienst entwidmet.
Die nächstgelegene katholische Kirche ist die St.-Maria-Immaculata-Kirche in Mellendorf, auch im nahegelegenen Burgwedel befindet sich eine katholische Kirche.

## Kultur und Sehenswürdigkeiten
- In Bissendorf-Wietze findet sich im Wald die 1928 errichtete Eichenkreuzburg, eine Tagungsstätte für die kirchliche Jugendarbeit und heute ein Baudenkmal.
- Im Ort befindet sich die Montessori-Grundschule Wedemark.[8]

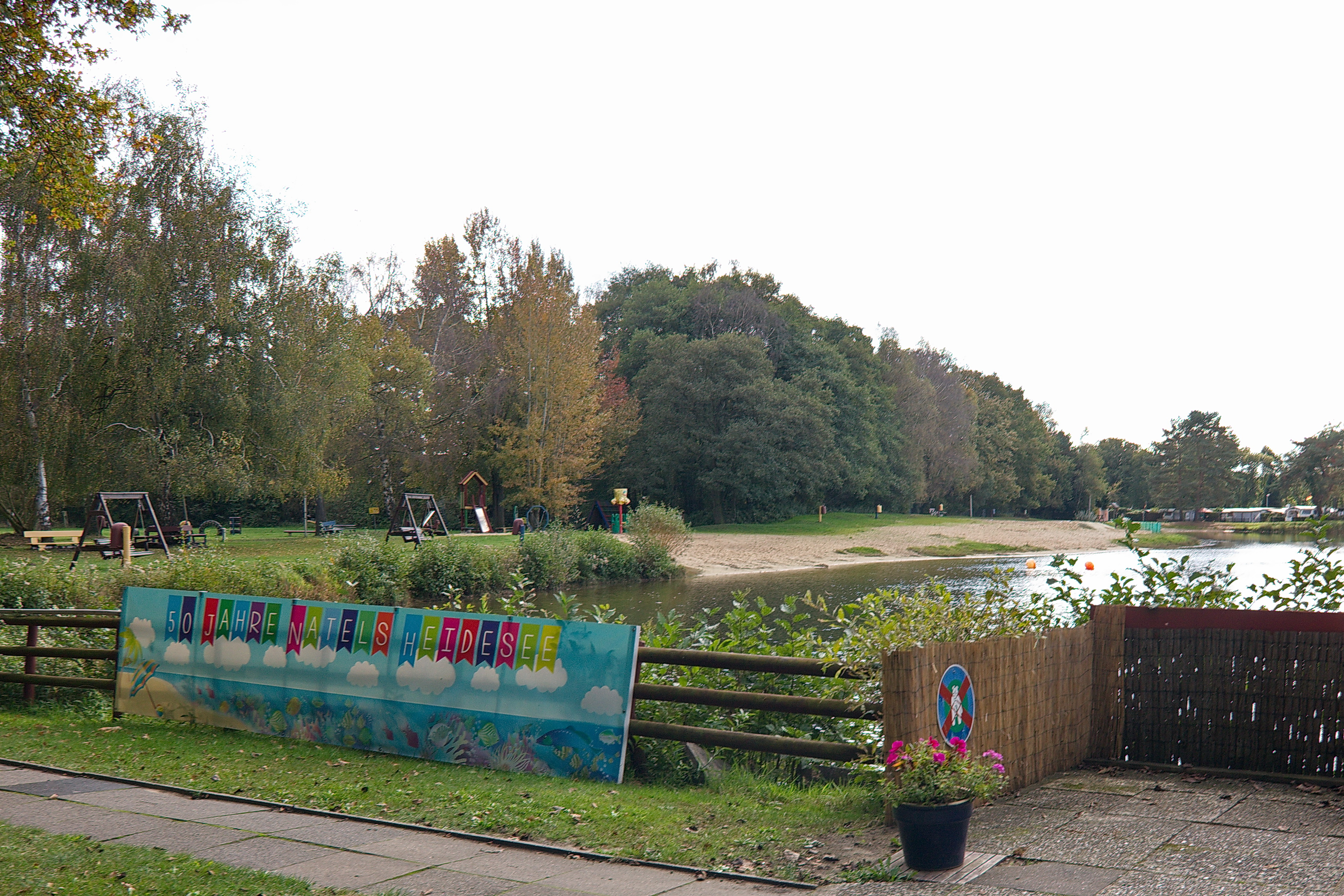
Natelsheidesee
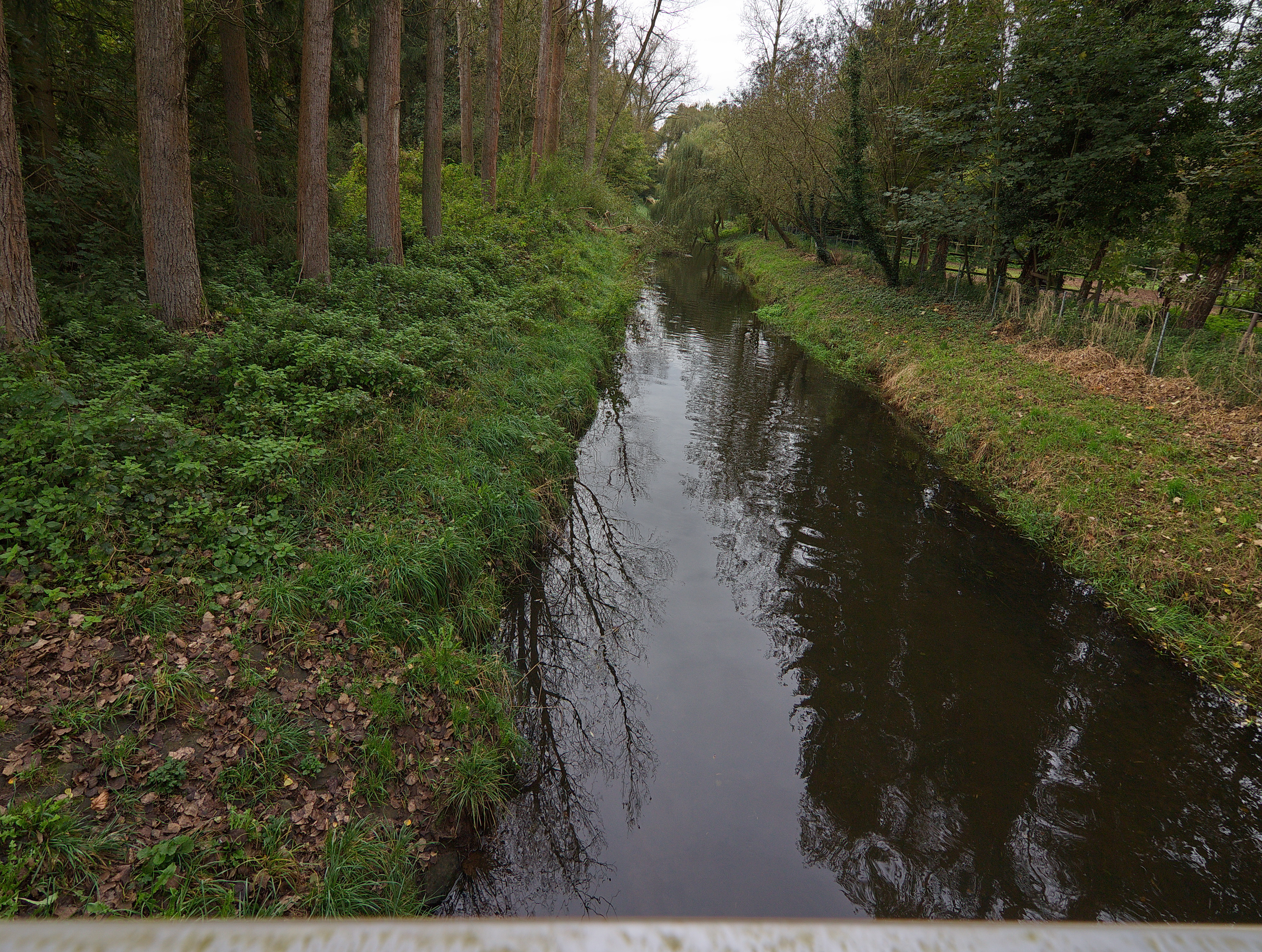
Fluss Wietze